# Lepophidium prorates
Lepophidium prorates är en fiskart som först beskrevs av Jordan och Bollman, 1890.  Lepophidium prorates ingår i släktet Lepophidium och familjen Ophidiidae. IUCN kategoriserar arten globalt som livskraftig. Inga underarter finns listade i Catalogue of Life.